# Atdhetare Halitjaha
Atdhetare Halitjaha (2 novembre 1993) è una calciatrice kosovara, di etnia albanese e nazionalità anche italiana, centrocampista svincolata della nazionale albanese.

## Carriera

### Club
Atdhetare Halitjaha cresce calcisticamente nelle giovanili della Reggiana giocando nella formazione che partecipa al Campionato Primavera di categoria.
Le prestazioni offerte nella Under-18 convincono mister Milena Bertolini a inserirla nella rosa della squadra titolare che partecipa alla stagione 2010-2011 di Serie A. Alla sua prima e unica stagione nel livello di vertice del campionato italiano viene impiegata in 14 occasioni su 26 incontri di campionato, autrice anche della sua prima rete in Serie A quando all'84' nella partita del 29 gennaio 2011 sigla il gol del definitivo 2-2 con il Bardolino Verona, contribuendo alla conquista del 10º posto e la salvezza delle ragazze in maglia granata.
Al termine del campionato, a causa della situazione economica, la società rinuncia all'iscrizione alla Serie A nella stagione 2011-2012 preferendo ripartire dalla Serie C regionale. Halitjaha decide di proseguire la sua attività agonistica con la Reggiana, contribuendo a ritrovare la promozione in Serie B giungendo 1ª nel girone unico della Serie C Emilia-Romagna 2013-14 e conquistando inoltre la Coppa Italia Emilia-Romagna.

### Nazionale
Nel marzo 2015 Halitjaha viene convocata dalla federazione calcistica dell'Albania (Federata Shqiptare e Futbollit - FSHF) per indossare per la prima volta la maglia della nazionale albanese nell'amichevole contro le avversarie del Lussemburgo del 24 marzo.

## Palmarès

### Club
- Campionato italiano di Serie B: 1

Reggiana (Sassuolo): 2016-2017